# William H. Avery

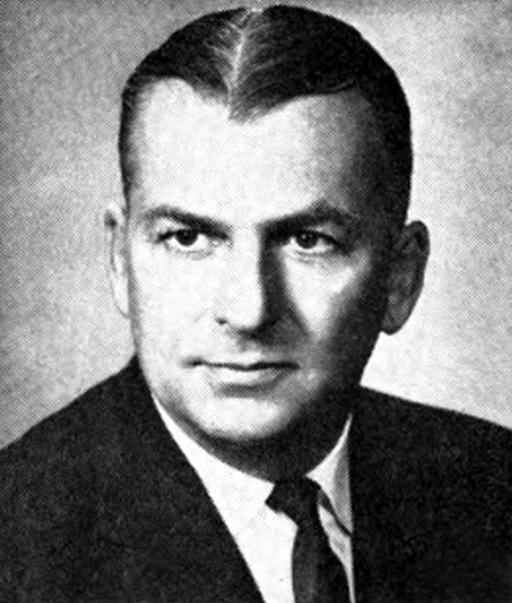
William H. Avery

William Henry Avery (* 11. August 1911 in Wakefield, Clay County, Kansas; † 4. November 2009 ebenda) war ein US-amerikanischer Politiker (Republikanische Partei). Er war von 1965 bis 1967 der 37. Gouverneur des Bundesstaates Kansas.

## Frühe Jahre
William Avery besuchte die öffentlichen Schulen seiner Heimat und studierte anschließend bis 1934 an der University of Kansas. Danach ließ er sich in der Gegend von Wakefield als Farmer und Tierzüchter nieder. Dort war er auch zwischen 1946 und 1951 Mitglied des Schulrats der Wakefield Rural High School.

## Politische Laufbahn
Zwischen 1951 und 1955 war er Abgeordneter im Repräsentantenhaus von Kansas; von 1953 bis 1955 gehörte er dem Regierungsrat in diesem Staat an. Danach wurde er von 1955 bis 1965 für zehn Jahre Abgeordneter im US-Repräsentantenhaus in Washington, D.C. 1964 wurde er zum neuen Gouverneur von Kansas gewählt. Seine zweijährige Amtszeit, die am 11. Januar 1965 begann, verlief ohne bemerkenswerte politische Ereignisse. Erwähnenswert ist die Hinrichtung der Mörder Perry Smith und Dick Hickock, die durch Truman Capotes Roman Kaltblütig (Originaltitel: In Cold Blood) literarischen Nachruhm erfuhren. Gouverneur Avery war Mitglied bei zahlreichen Vereinigungen und Vereinen. 1966 unterlag er bei dem Versuch, im Amt bestätigt zu werden, dem Demokraten Robert Docking.

## Weiterer Lebenslauf
Nach seiner Gouverneurszeit strebte Avery erfolglos einen Sitz im US-Senat an. Danach arbeitete er für die Clinton Oil Company und wurde Präsident der Real Petroleum Company. Zuletzt lebte der Ex-Gouverneur hochbetagt in Wakefield im Ruhestand. Zusammen mit seiner Frau Hazel Bowles hatte er vier Kinder. Bis zu seinem Tod war er das älteste noch lebende frühere Mitglied des US-Repräsentantenhauses.